# Stamford (Nowy Jork)
Stamford – miasto w Stanach Zjednoczonych, w stanie Nowy Jork, w hrabstwie Delaware.